# Élection municipale de 1986 à Washington D.C.
Les élections municipales de 1986 à Washington D.C. se sont tenues le 6 novembre 1986 afin d'élire le maire. Le maire sortant, Marion Barry est réélu.

## Primaire démocrate
| Résultats | Résultats | Résultats        | Résultats | Résultats |
| Partis    | Partis    | Candidats        | Voix      | %         |
| --------- | --------- | ---------------- | --------- | --------- |
|           | Démocrate | Marion Barry     | 52 742    | 70,60     |
|           | Démocrate | John L. Ray      | 14 588    | 19,53     |
|           | Démocrate | Calvin H. Gurley | 4 747     | 6,35      |
|           |           | Write-in         | 2 634     | 3,52      |
| Total     | Total     | Total            | 74 711    | 100       |

## Primaire duD.C. Statehood Green Party
| Résultats | Résultats            | Résultats           | Résultats | Résultats |
| Partis    | Partis               | Candidats           | Voix      | %         |
| --------- | -------------------- | ------------------- | --------- | --------- |
|           | D.C. Statehood Green | Josephine D. Butler | 245       | 47,39     |
|           | D.C. Statehood Green | Alvin C. Frost      | 111       | 21,47     |
|           | D.C. Statehood Green | Dennis S. Sobin     | 73        | 14,12     |
|           | D.C. Statehood Green | Marion Barry        | 51        | 9,87      |
|           |                      | Write-in            | 37        | 7,15      |
| Total     | Total                | Total               | 517       | 100       |

## Résultats
| Résultats | Résultats              | Résultats           | Résultats | Résultats |
| Partis    | Partis                 | Candidats           | Voix      | %         |
| --------- | ---------------------- | ------------------- | --------- | --------- |
|           | Démocrate              | Marion Barry        | 79 142    | 61,37     |
|           | Républicain            | Carol Schwartz      | 42 354    | 32,84     |
|           | Indépendant            | Brian Moore         | 3 518     | 2,73      |
|           | D.C. Statehood Green   | Josephine D. Butler | 2 204     | 1,71      |
|           | Indépendant            | Garry Davis         | 585       | 0,46      |
|           | Travailleur socialiste | Deborah A. Lazar    | 469       | 0,36      |
|           |                        | Write-in            | 684       | 0,53      |
| Total     | Total                  | Total               | 128 956   | 100       |